# Axiomes de probabilitat
En la teoria de la probabilitat, una mesura de probabilitat (o més breument probabilitat) {\displaystyle \ \mathbb {P} } és una aplicació que a un esdeveniment A qualsevol li associa un nombre real (notat {\displaystyle \ \mathbb {P} (A)}). Una mesura de probabilitat ha de satisfer els axiomes de probabilitat o axiomes de Kolmogórov, nomenats així en honor d'Andreï Nikolaievitch Kolmogórov, matemàtic rus que els va desenvolupar.
Una mesura de probabilitat {\displaystyle \ \mathbb {P} } sempre es defineix sobre un espai mesurable {\displaystyle \left(\Omega ,{\mathcal {A}}\right),} és a dir sobre una parella constituïda d'un conjunt d'esdeveniments, l'univers Ω, i d'una σ-àlgebra {\displaystyle {\mathcal {A}}} de parts de l'univers Ω. Els elements de la σ-àlgebra {\displaystyle {\mathcal {A}}} s'anomenen els esdeveniments. Així la mesura de probabilitat {\displaystyle \ \mathbb {P} } és una aplicació de {\displaystyle {\mathcal {A}}} en {\displaystyle \mathbb {R} .}

## Primer axioma
Per a tot esdeveniment {\displaystyle \ A}: 
{\displaystyle 0\leq \mathbb {P} (A)\leq 1.}
És a dir que la probabilitat d'un esdeveniment es representa amb un nombre real comprès entre 0 i 1.

## Segon axioma
Si {\displaystyle \ \Omega } designa l'univers associat a l'experiment aleatori en estudi,
{\displaystyle \ \mathbb {P} (\Omega )=1},
És a dir que la probabilitat de l'esdeveniment cert, o d'obtenir qualsevol resultat de l'univers, és igual a 1. En altres paraules, la probabilitat de realitzar un o l'altre dels esdeveniments elementals és igual a 1.

## Tercer axioma
Tota successió d'esdeveniments dos a dos disjunts (es diu també: dos a dos incompatibles), {\displaystyle A_{1},\,A_{2},\dots } satisfà:
{\displaystyle \mathbb {P} (A_{1}\cup A_{2}\cup \cdots )=\sum _{i=1}^{+\infty }\mathbb {P} (A_{i})}.
És a dir que la probabilitat d'un esdeveniment que és la unió (numerable) disjunta d'esdeveniments és igual a la suma de les probabilitats d'aquests esdeveniments. Això s'anomena la σ;-additivitat, o additivitat numerable (si els esdeveniments no són dos a dos de disjunts, aquesta relació ja no és verdadera en general).

## Conseqüències
A partir dels axiomes, es demostren un cert nombre de propietats útils per al càlcul de les probabilitats, per exemple:
- {\displaystyle \mathbb {P} (\emptyset )=0.}

- Si {\displaystyle \ A}, {\displaystyle \ B} són dos esdeveniments incompatibles (o disjunts), llavors

{\displaystyle \mathbb {P} (A\cup B)=\mathbb {P} (A)+\mathbb {P} (B).}
- De forma més general, si {\displaystyle \ (A_{k})_{1\leq k\leq n}} és una família d'esdeveniments 2 a 2 incompatibles, llavors

{\displaystyle \mathbb {P} \left(\bigcup _{1\leq k\leq n}A_{k}\right)=\sum _{1\leq k\leq n}\mathbb {P} (A_{k}).}
- {\displaystyle \mathbb {P} (B\setminus A)=\mathbb {P} (B)-\mathbb {P} (A\cap B)};

Aquesta relació significa que la probabilitat que B es realitzi, però no A, és igual a la diferència {\displaystyle \mathbb {P} (B)-\mathbb {P} (A\cap B)}. Aquesta relació es desprèn del fet que B és reunió disjunta de {\displaystyle B\setminus A} i de {\displaystyle A\cap B.}
- En particular, si {\displaystyle A\subset B}, llavors

{\displaystyle \mathbb {P} (A)\leq \mathbb {P} (B)}
És la propietat de creixement de la probabilitat. En efecte, en el cas particular on {\displaystyle A\subset B}, la propietat precedent s'escriu
{\displaystyle \mathbb {P} (B\setminus A)=\mathbb {P} (B)-\mathbb {P} (A),\ } on el primer terme és clarament positiu o zero.
- En el cas particular on {\displaystyle B=\Omega ,} això dona que, per a tot esdeveniment {\displaystyle \ A},

{\displaystyle \mathbb {P} (\Omega \setminus A)=1-\mathbb {P} (A)}
Això significa que la probabilitat perquè un esdeveniment no es produeixi és igual a 1 menys la probabilitat que es realitzi; aquesta propietat es fa servir quan és més senzill determinar la probabilitat de l'esdeveniment contrari que la de l'esdeveniment mateix.
- Per a tots els esdeveniments {\displaystyle \ A}, {\displaystyle \ B}

{\displaystyle \mathbb {P} (A\cup B)=\mathbb {P} (A)+\mathbb {P} (B)-\mathbb {P} (A\cap B).}
Això significa que la probabilitat perquè un almenys dels esdeveniments {\displaystyle A} o {\displaystyle B} es realitzi és igual a la suma de les probabilitats que {\displaystyle \ A} es realitzi, i perquè {\displaystyle \ B} es realitzi, menys la probabilitat que {\displaystyle \ A} i {\displaystyle \ B} es realitzin de manera simultània. També,
{\displaystyle \mathbb {P} (A\cup B\cup C)=\mathbb {P} (A)+\mathbb {P} (B)+\mathbb {P} (C)-\mathbb {P} (B\cap C)-\mathbb {P} (C\cap A)-\mathbb {P} (A\cap B)+\mathbb {P} (A\cap B\cap C).}
- Aquestes dues últimes fórmules són casos particulars (n=2,3) del principi d'inclusió-exclusió

{\displaystyle \mathbb {P} \left(\,\bigcup _{i=1}^{n}A_{i}\,\right)=\sum _{k=1}^{n}\left((-1)^{k-1}\sum _{1\leq i_{1}<i_{2}<\ldots <i_{k}\leq n}\mathbb {P} \left(A_{i_{1}}\cap A_{i_{2}}\cap \ldots \cap A_{i_{k}}\right)\right),}
que dona la probabilitat de la unió de n conjunts no necessàriament disjunts.

## Límits creixents i decreixents
- Tota successió creixent d'esdeveniments {\displaystyle A_{1}\,\subset \,A_{2}\,\subset \,A_{3}\,\subset \,\dots } satisfà:

{\displaystyle \mathbb {P} (A_{1}\cup A_{2}\cup \cdots )=\lim _{n}\mathbb {P} (A_{n}).}
És a dir que la probabilitat d'un esdeveniment que és la unió (numerable) d'esdeveniments creixents és igual al límit de les probabilitats d'aquests esdeveniments.
- Tota successió decreixent d'esdeveniments {\displaystyle A_{1}\,\supset \,A_{2}\,\supset \,A_{3}\,\supset \,\dots } satisfà:

{\displaystyle \mathbb {P} (A_{1}\cap A_{2}\cap \cdots )=\lim _{n}\mathbb {P} (A_{n}).}
És a dir que la probabilitat d'un esdeveniment que és la intersecció (numerable) d'esdeveniments decreixents és igual al límit de les probabilitats d'aquests esdeveniments.

## Formulació a partir de la teoria de la mesura
De manera equivalent, es defineix més simplement el triplet {\displaystyle (\Omega ,{\mathcal {A}},\mathbb {P} )} que representa un espai de probabilitat, com una espai mesurable la mesura del qual, {\displaystyle \mathbb {P} }, té la particularitat de tenir una massa total igual a 1:
En teoria de la mesura, els esdeveniments s'anomenen «conjunts mesurables».
Aquest minilèxic permet traduir els resultats de la teoria de la mesura i de la integració de Lebesgue en termes probabilistes.